# Kina
Der Kina ist die Währung von Papua-Neuguinea. Ein Kina wird in 100 Toea (Abkürzung: t) unterteilt. Der Name Kina leitet sich von den Kina-Muscheln ab, die im Hochland von Neuguinea schon immer das traditionelle Zahlungsmittel waren.

## Banknoten

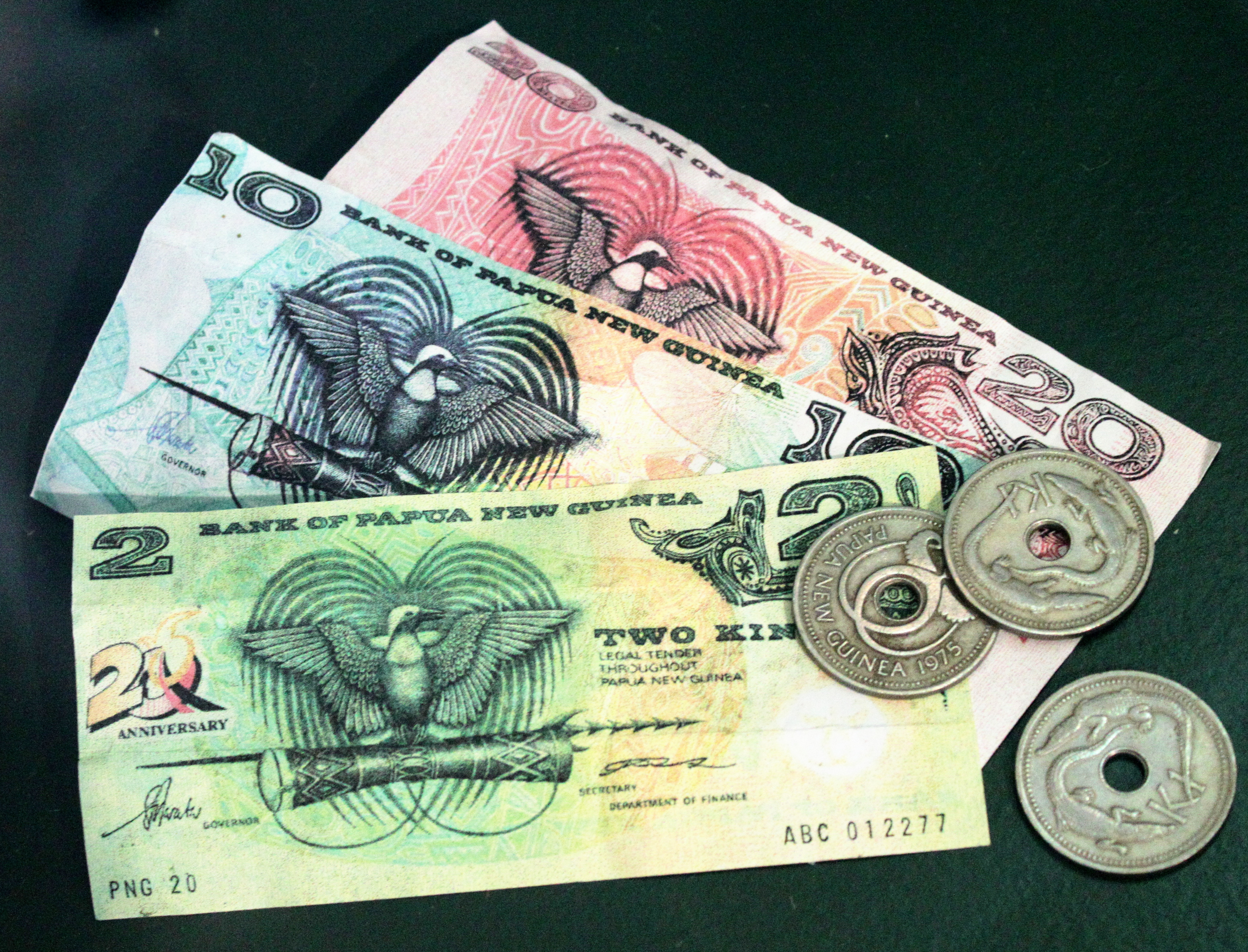
Kina-Banknoten (2, 10, 20) und 1-Kina-Münzen

Gültige Polymer-Banknoten gibt es in den Werten 2, 5, 10, 20, 50 und 100 Kina.

## Münzen

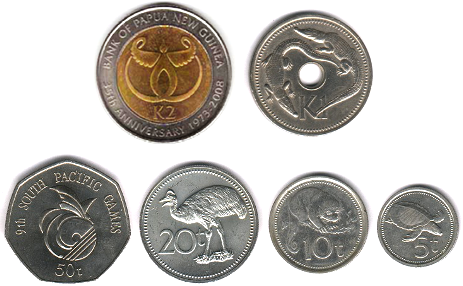
Kina-Münzen (2 und 1 Kina) und Toea-Münzen (50, 20, 10, 5 t)

Gültige Münzen gibt es in den Werten 5, 10, 20 und 50 Toea sowie 1 und 2 Kina.

## Muschelgeld
Neben der offiziellen Währung Kina ist auch das Muschelgeld fathom in Gebrauch.
Die Einheit der Komplementärwährung bildet 1 fathom, welcher aus einer Kette aus zahlreichen kleinen Muscheln der Gattung Nassariidae besteht, die zwischen zwei ausgestreckten Armen aufgespannt werden kann. Der Name fathom leitet sich ab vom englischen Wort für „Faden“, das auch ein nautisches Längenmaß ist und 1,8288 Metern entspricht. Ein englischer Fathom entspricht in etwa einem deutschen Klafter.
Die Tolai Exchange Bank wechselt das Muschelgeld in Kina. Der aktuelle Wechselkurs beträgt vier Kina für ein fathom (Stand 2002).